# Distenia rufipes
Distenia rufipes es una especie de escarabajo longicornio del género Distenia, categorizada en la tribu Disteniini, de la orden Coleoptera. Fue descrita por Bates en 1870.

## Descripción
Mide 13-17 mm de longitud.

## Distribución
Se distribuye por Colombia, Costa Rica y Panamá.